# Màlea
Màlea (grec antic: Μαλέα) fou una població de l'antiga Grècia del districte d'Egis, a la regió d'Arcàdia. Quan es fundà Megalòpolis el 370 aC els habitants de Màlea s'hi traslladaren. El seu territori s'anomenava Maleàtida (Μαλεᾶτις).
Xenofont diu que Lèuctron era una fortalesa en aquest territori, i també esmenta Mídea (Μιδέα), que segurament era aquesta mateixa localitat. Podria haver estat pròxima al riu Malunt (Μαλοῦς), afluent del riu Alfeu.